# Maerua gilgiana
Maerua gilgiana är en kaprisväxtart som beskrevs av Wildem. Maerua gilgiana ingår i släktet Maerua och familjen kaprisväxter. Inga underarter finns listade i Catalogue of Life.